# Artur Freunbichler
Artur Alois Freunbichler (* 6. Juni 1921 in Graz; † 5. Jänner 2011 ebenda) war ein österreichischer Verwaltungsjurist, Gewerkschafter und Politiker (ÖVP).
Vom 18. März 1957 bis zum 11. April 1961 gehörte er dem steirischen Landtag in einer Gesetzgebungsperiode als Landtagsabgeordneter an und war in dieser Zeit auch einer der Schriftführer des Landtages.

## Leben und Wirken
Artur Freunbichler wurde am 6. Juni 1921 als Sohn von Peter Freunbichler (* 25. April 1886 in Henndorf, Salzburg; † 25. Mai 1951 in Graz), Conducteur bei der Südbahn, und dessen Ehefrau, der Wirtschafterin Maria (geborene Buchbauer; * 13. Juni 1883 in Rojach, Kärnten; † 17. April 1962 in Graz), in Graz geboren und wurde am 9. Juni 1921 auf den Namen Artur Alois getauft. Die Eltern hatten am 11. November 1912 kirchlich im Innsbrucker Dom geheiratet. Die Familie lebte zur Geburt Artur Freunbichlers auf der Adresse Eisengasse 13 im Norden von Graz (Bezirk Eggenberg). Nach dem Besucht der Volks- und der Hauptschule in Graz-Eggenberg kam Artur Freunbichler an die Handelsakademie in Graz, an der er im Jahre 1939 maturierte. Noch im selben Jahr wurde er anlässlich des Zweiten Weltkriegs zur Luftwaffe der Wehrmacht einberufen und versah seinen Kriegsdienst in Russland. Im Anschluss an den Krieg geriet er in sowjetische Kriegsgefangenschaft und setzte nach seiner Heimkehr das bereits während des Krieges begonnene Studium fort.
In den Jahren 1947 und 1950 promovierte er im Studium der Rechtswissenschaft und im Studium der Politikwissenschaft zum Doktor. Seine berufliche Karriere führte ihn zur Landwirtschaftskrankenkasse für Steiermark, an der er in weiterer Folge jahrelang die Rechtsabteilung leitete. Parallel zu seiner beruflichen Tätigkeit war Freunbichler auch in der gewerkschaftlichen Vertretung engagiert. Dabei fungierte er anfangs als Betriebsgruppenobmann, in späteren Jahren auch als Bezirksgruppenobmannstellvertreter und war Mitglied des Landesschiedsgerichtes. Durch seinen Beruf und seine Arbeit in der Standesvertretung schaffte der gebürtige Grazer den Sprung in die Landespolitik, als er im Zuge der Landtagswahl 1957 als ÖVP-Mandatar in den steirischen Landtag gewählt worden war. Als Abgeordneter gehörte er dem Landtag über die gesamte IV. Gesetzgebungsperiode hinweg an und war in dieser Zeit einer der Schriftführer des Landtages, Mitglied des Kontrollausschusses, sowie Ersatzmitglied im Finanz-, Gemeinde-, Verfassungs- und Fürsorgeausschuss. Nach seinem Ausscheiden 1961 zog er sich weitestgehend aus der aktiven Politik zurück. Während seiner Amtszeit hatte er am 23. Dezember 1960 standesamtlich in Graz und am 26. Dezember 1960 kirchlich in Stübing Else Kölse (geborene Schmiderich) geheiratet. Bei der STAMK-Betriebe GmbH, der Betreiberfirma des Steiermärkischen Automobil- und Motorsportklubs (STAMK), fungierte Freunbichler in späteren Jahren als gewerberechtlicher Geschäftsführer.
Am 5. Jänner 2011 starb Freunbichler wenige Monate vor Vollendung seines 90. Geburtstages an einer langen und schweren Krankheit in seiner Geburts- und Heimatstadt Graz. Bis zuletzt hatte der verheiratete Freunbichler in einer Wohnung im Grazer Stadtbezirk Jakomini bzw. im Ferienhaus in Tillmitsch gelebt. In der letzten Monaten vor seinem Tod war er Bewohner eines Pflegeheims der Diakonie in Graz.

## Auszeichnungen
Mit Beschluss vom 3. Juli 1981 wurde Freunbichler von der Stadt Graz mit dem „Ehrenzeichen in Gold“ geehrt.

## Familie
Über seinen Vater war er mit dem ebenfalls aus Henndorf in Salzburg stammenden Heimatschriftsteller Johannes Freumbichler verwandt.